# Black Mask (filme)
Black Mask (chinês: 黑俠)   (No Brasil: Máscara Negra) é um filme de ação de Hong Kong, lançado em 1996, dirigido por Daniel Lee e produzido por Tsui Hark, que também escreveu junto com Koan Hui, Teddy Chan e Joe Ma. O diretor de ação foi Yuen Woo-ping. O filme é estrelado por Jet Li, Lau Ching-wan, Karen Mok, Françoise Yip, Patrick Lung e Anthony Wong. O filme foi lançado nos cinemas em Hong Kong em 9 de novembro de 1996.
O filme é uma adaptação do manhua de mesmo nome de Li Chi-Tak. Em 2002, foi seguido por uma sequência, Black Mask 2: City of Masks, estrelado por Andy On e dirigido por Tsui Hark.
Em homenagem a The Green Hornet, Black Mask usa uma uma máscara domino e um boné de chofer no mesmo estilo de Kato, interpretado por Bruce Lee na série de televisão O Besouro Verde.

## Enredo
Tsui Chik tenta levar uma vida tranquila como bibliotecário. No entanto, ele é na verdade um ex-cobaia de teste para um projeto de supersoldado altamente secreto e o instrutor de uma unidade de comando especial apelidada de "701". O esquadrão 701 é usado para muitas missões do governo, mas depois que um dos agentes mata uma equipe de policiais em uma fúria incontrolável, o governo decide abortar o projeto e eliminar todos os sujeitos. Tsui Chik ajudou os agentes sobreviventes do 701 a fugir da tentativa de extermínio. Tendo escapado, Tsui Chik se separou de sua equipe e foi morar em Hong Kong. Mais tarde, à noite, ele descobre que o resto da equipe foi responsável por uma onda de crimes violentos que estava além da capacidade da polícia local. Ele decide se livrar deles, vestindo uma máscara e um chapéu usando o pseudônimo de super-herói de Máscara Negra. Tendo perdido a capacidade de sentir dor devido à cirurgia realizada nos supersoldados pelos militares, Máscara Negra é quase invulnerável.